# 1990 în jocuri video
Acest articol prezintă evenimente importante legate de jocuri video din anul 1990. Vezi și istoria jocurilor video.

## Evenimente
În 1990 au apărut mai multe sequel-uri și prequel-uri în jocurile video, cum ar fi Metal Gear 2: Solid Snake, Dr. Mario, Dragon Quest IV, Final Fantasy III, Phantasy Star II sau Super Mario World, împreună cu titluri noi precum Fire Emblem: Shadow Dragon and the Blade of Light și Magic Sword. Jocurile arcade cu cele mai mari încasări ale anului au fost Final Fight în Japonia și Teenage Mutant Ninja Turtles în Statele Unite. Cel mai bine vândut sistem de jocuri pentru acasă a fost Game Boy, în timp ce cel mai bine vândut joc video pentru acasă a fost Super Mario Bros. 3 de la Nintendo Entertainment System.

### Reviste
În 1990, au apărut 11 numere (din care 10 lunare) ale revistei Computer Gaming World, cu un număr bilunar  (73) în iulie-august. Revistele sunt mult, mult mai groase, cu o gamă variată de jocuri.